# Сталеплавильне виробництво
Сталеплавильне виробництво — галузь металургії, переробка чавуну у сталь.

## Загальна характеристика
Чавун — порівняно дешевий метал. Він має добрі ливарні властивості, легко обробляється різанням, але деякі його механічні властивості невисокі: він крихкий, погано зварюється, непластичний, не піддається обробці тиском (кування, штампування, вальцювання). Все це обмежує застосування чавуну в промисловості і тому 90 % його переробляється на сталь.
Процес переробки чавуну на сталь полягає у видаленні з нього домішок і перш за все вуглецю.
Сталь — метал дорожчий, ніж чавун, вона має добрі ливарні і зварювальні властивості, високу міцність, пластичність, легко обробляється тиском і різанням. Тому сталь є основним конструкційним матеріалом. Зменшення домішок в чавуні досягається окисненням їх киснем повітря або деякими оксидами, які легко віддають свій кисень елементам, що видаляються з розплавленого чавуну. Сполуки, що утворюються при окисненні домішок чавуну (шлак, гази), спливають і відділяються від металу. Оскільки температура плавлення сталі вища температури плавлення чавуну, то температура розплаву повинна бути підвищена до точки плавлення сталі. Без цього сталь буде насичена газом і включеннями шлаку. У сталеплавильний цех чавун може подаватися в твердому або рідкому стані. Застосування рідкого чавуну більш економічне і раціональне.
Як вихідні матеріали при виробництві сталі до складу шихти крім чавуну входять металобрухт, скрап, залізна руда, феросплави, флюси. Різноманітність видів і якості шихтових матеріалів обумовлене необхідністю отримання металів різного призначення і з різними властивостями, що в свою чергу визначає різноманітність методів виробництва сталі.

## Способи сталеплавильної переробки
Існує три основних способи сталеплавильної переробки:
- конверторний,
- мартенівський,
- електричний.

Незалежно від способу переробки технологічний процес виробництва сталі складається з таких основних операцій:
- підготовка шихти,
- завантаження шихти в плавильний агрегат,
- плавка і розкиснення сталі,
- розливання сталі і вивантаження злитків.